# Thomas Lurz
Thomas Lurz (n. 28 noiembrie 1979, Würzburg, RFG) este un înotător german, medaliat olimpic. A participat la 3 ediții ale Jocurilor Olimpice (2004, 2008, 2012) în care a câștigat o medalie de argint și o medalie de bronz.